# Mikhaïl Azantxevski
Mikhaïl Pàvlovitx (von) Azantxevski, rus: Михаи́л Па́влович (фон) Азанче́вский (Moscou, 3 de març de 1839 - Sant Petersburg, 24 de gener de 1881) va ser un compositor i professor de música russa.
Estudià al Conservatori de Leipzig, amb els mestres Hauptmann i Richter; des de 1866 fins 1869 visqué a París i fou director del Conservatori de Sant Petersburg de 1871-1876. Poc abans de la seva mort, Edward Dannreuther el va anomenar un dels més conreats de músics russos en vida, i va comentar sobre el delicat acabat de la dicció i la forma que caracteritza les seves composicions, així com per l'àmplia gamma dels seus coneixements en els assumptes musicals en general.